# Liste der Kulturdenkmäler in Gusterath
In der Liste der Kulturdenkmäler in Gusterath sind alle Kulturdenkmäler der rheinland-pfälzischen Ortsgemeinde Gusterath aufgeführt. Grundlage ist die Denkmalliste des Landes Rheinland-Pfalz (Stand: 8. Februar 2023).

## Einzeldenkmäler
| Bezeichnung                         | Lage                                    | Baujahr | Beschreibung | Bild                           |
| ----------------------------------- | --------------------------------------- | ------- | --- | ------------------------------ |
| Katholische Filialkirche St. Martin | Brunnenstraße 16 Lage                   | 1797    | spätbarocker Saalbau, 1797, Erweiterung 1910, Architekt Ernst Brand, Trier | weitere Bilder Fotos hochladen |
| Heimatmuseum                        | Gartenstraße 14 Lage                    | um 1800 | Quereinhaus, um 1800, Erweiterung 1844 | Fotos hochladen                |
| Bildstock                           | Im Bilser, bei Nr. 7 Lage               | 1881    | Bildstock, bezeichnet 1881 | Fotos hochladen                |
| Wegekapelle                         | nordwestlich des Ortes an der K 61 Lage | 1917    | Wegekapelle, Putzbau, gestiftet 1917 | Fotos hochladen                |
| Romika-Werk – Konfektionsgebäude    | Gusterath-Tal, Romikastraße 91 Lage     | 1929    | Konfektionsgebäude des Romika-Werks, viergeschossiger Stahlbetonbau mit Flachdach im Stil des Neuen Bauens, 1929 nach Plänen von Peter Gaertner unter Mitarbeit von Jacob Berns, Köln | weitere Bilder Fotos hochladen |